# GD Lagoa
El GD Lagoa es un equipo de fútbol de Portugal que juega en el Campeonato de Portugal, la cuarta división nacional.

## Historia
Fue fundado el 12 de enero de 1971 en el municipio de Lagoa, Algarve y en su historial cuenta con cinco temporadas jugadas en la desaparecida II Divisao donde jugó por última vez en la temporada 2010/11, y 14 temporadas en la desaparecida Tercera División de Portugal donde estuvo hasta la temporada 2012/13; además de más de 20 apariciones en la Copa de Portugal.
El club logró su regreso a las competiciones a nivel nacional en la temporada 2023/24 en la liga regional de Algarve tras 12 años de ausencia.

## Palmarés
- Tercera División de Portugal: 1

2001/02